# Lunka (Chust)
Lunka (ukrainisch Лунка; slowakisch Lunka, ungarisch Lonka) ist ein Ort im Rajon Chust in der Oblast Transkarpatien in der westlichen Ukraine.
Der Ort entstand im 18. Jahrhundert im Tal des Baches Lunka und hat etwa 750 Einwohner.
Bis 1919 gehörte der Ort zum Kaiserreich Österreich-Ungarn beziehungsweise Ungarn, danach als Teil der Karpato-Ukraine zur Tschechoslowakei. Mit der Annektierung kam er 1939–1945 wieder zu Ungarn, ab 1945 ist der Ort ein Teil der Sowjetunion beziehungsweise seit 1991 Teil der Ukraine.
Am 12. Juni 2020 wurde das Dorf ein Teil neu gegründeten Stadtgemeinde Chust im Rajon Chust; bis dahin gehörte es zusammen mit den Dörfern Kopaschnowo, Poljana und Chustez zur Landratsgemeinde Kopaschnowo (Копашнівська сільська рада/Kopaschniwska silska rada).